# Some Nights
Some Nights è il secondo album studio del gruppo musicale statunitense Fun., pubblicato il 21 febbraio 2012 e prodotto da Jeff Bhasker. L'album è stato candidato a due Grammy Award dell'edizione 2013, di cui una come album dell'anno. Il singolo We Are Young ha ottenuto, invece, ben tre nomination. Secondo Rolling Stone, è il 43º album migliore del 2012.
Nel 2012, l'album ha venduto 811 000 copie negli Stati Uniti e 310.000 nel Regno Unito.

## Tracce
Tutte le canzoni sono state scritte e prodotte da Nate Ruess, Andrew Dost, Jack Antonoff e Jeff Bhasker.
1. Some Nights  (Intro) - 2:18
2. Some Nights - 4:37
3. We Are Young - 4:10
4. Carry On - 4:38
5. It Gets Better - 3:36
6. Why Am I the One - 4:47
7. All Alone - 3:04
8. All Alright - 3:57
9. One Foot - 3:32
10. Stars - 6:53
11. Out on the Town - 4:21 (Traccia Bonus)

## Classifiche

### Classifiche settimanali
| Classifica (2012-21) | Posizione massima |
| -------------------- | ----------------- |
| Australia            | 5                 |
| Austria              | 11                |
| Belgio (Fiandre)     | 66                |
| Belgio (Vallonia)    | 68                |
| Canada               | 5                 |
| Danimarca            | 31                |
| Francia              | 85                |
| Germania             | 30                |
| Grecia               | 17                |
| Irlanda              | 15                |
| Italia               | 31                |
| Messico              | 87                |
| Nuova Zelanda        | 6                 |
| Norvegia             | 12                |
| Paesi Bassi          | 40                |
| Portogallo           | 27                |
| Regno Unito          | 7                 |
| Spagna               | 99                |
| Stati Uniti          | 3                 |
| Svizzera             | 16                |

### Classifiche di fine anno
| Classifica (2012)              | Posizione |
| ------------------------------ | --------- |
| Australia                      | 28        |
| Canada                         | 31        |
| Francia                        | 142       |
| Italia                         | 100       |
| Nuova Zelanda                  | 18        |
| Paesi Bassi                    | 95        |
| Regno Unito                    | 23        |
| Stati Uniti                    | 20        |
| Classifica di fine anno (2013) | Posizione |
| Nuova Zelanda                  | 22        |
| Stati Uniti                    | 23        |